# (26278) 1998 SK8
(26278) 1998 SK8 est un astéroïde de la ceinture principale d'astéroïdes découvert en 1998.

## Description
(26278) 1998 SK8 a été découvert le 20 septembre 1998 à l'observatoire de Kitt Peak, situé dans l'Arizona (États-Unis), par le projet Spacewatch de l’université de l'Arizona.

### Caractéristiques orbitales
L'orbite de cet astéroïde est caractérisée par un demi-grand axe de 2,74 UA, un périhélie de 2,32 UA, une excentricité de 0,15 et une inclinaison de 12,88° par rapport à l'écliptique. Du fait de ces caractéristiques, à savoir un demi-grand axe compris entre 2 et 3,2 UA et un périhélie supérieur à 1,666 UA, il est classé, selon la JPL Small-Body Database, comme objet de la ceinture principale d'astéroïdes.

### Caractéristiques physiques
(26278) 1998 SK8 a une magnitude absolue (H) de 14,5 et un albédo estimé à 0,264.